# Amathia semispiralis
Amathia semispiralis is een mosdiertjessoort uit de familie van de Vesiculariidae. De wetenschappelijke naam van de soort is, als Serialaria semispiralis, voor het eerst geldig gepubliceerd in 1869 door Kirchenpauer.